# Елиашив (первосвященник)
Елеашив (Елиашив; евр. אלישיב בן יהויקים Богом восстановляемый; ум. около 423 до н. э.) — иудейский первосвященник во времена персидского наместника Неемии.
Сын Иоакима (12:10).
Содействовал восстановлению Овечьих ворот и части Иерусалимской стены (Неем 3:1).
К сильному негодованию Неемии, он устроил для Товии, своего родственника, комнату в Храме, в которой до того времени хранились различные священные вещи, употребляемые при священнослужениях. Эта комната, вероятно, была нечто в роде современных ризниц, устраиваемых в православных храмах (Неем 13:4, 9).